# Friedrich Wilhelm Ritschl
Friedrich Wilhelm Ritschl (6 de abril de 1806 – 9 de noviembre de 1876) fue un filólogo clásico alemán, reconocido por su labor pionera en el desarrollo de la crítica textual latina, especialmente por sus estudios sobre el comediógrafo Plauto.

## Biografía
Ritschl nació en Großvargula, en el ducado de Sajonia-Weimar-Eisenach (hoy parte del estado de Turingia, Alemania). Estudió en la Universidad de Leipzig y luego en la Universidad de Halle, donde desarrolló un temprano interés por la literatura clásica, especialmente la latina.
A lo largo de su carrera, ocupó cátedras en diversas universidades alemanas. En 1839 fue nombrado profesor en la Universidad de Bonn, donde desarrolló la etapa más influyente de su vida académica. Más tarde, en 1865, se trasladó a la Universidad de Leipzig, donde continuó sus investigaciones y enseñanzas hasta su fallecimiento en 1876.

## Obra y contribuciones

### Crítica textual
Ritschl es considerado uno de los fundadores de la crítica textual científica aplicada a la literatura latina. Estableció procedimientos rigurosos para el análisis comparativo de manuscritos, basados en criterios internos (coherencia lingüística, estilística y contextual) y externos (datación, genealogía de los códices, paleografía). Su método incluía el uso de stemmas codicum para determinar la relación entre los manuscritos y reconstruir lo más fielmente posible el texto original.

### Estudios sobre Plauto
Su obra más destacada fue su edición crítica de las comedias de Plauto, autor romano del siglo III a. C. Ritschl emprendió una minuciosa recolección y análisis de los manuscritos plautinos, corrigiendo numerosas interpolaciones y errores acumulados a lo largo de siglos de transmisión textual. Gracias a este trabajo, logró establecer una base sólida para futuras ediciones críticas del autor.
El análisis de la métrica, el léxico arcaico y las convenciones dramáticas permitió a Ritschl ofrecer una imagen más precisa del latín arcaico y del teatro romano temprano.

## Método filológico
Ritschl concibió la filología no solo como el estudio de las lenguas clásicas, sino como una ciencia rigurosa del texto. Sus investigaciones abordaban también aspectos como la gramática histórica, la morfología, la sintaxis y la métrica, con especial atención a la evolución lingüística. Promovió una visión de la filología como disciplina empírica y objetiva, en línea con las aspiraciones científicas del siglo XIX.

## Docencia e influencia
Durante su estancia en Bonn, Ritschl fundó una influyente escuela filológica. Entre sus alumnos más destacados se encuentra Friedrich Nietzsche, quien fue discípulo suyo en Bonn. Ritschl lo recomendó para ocupar una cátedra de filología clásica en la Universidad de Basilea a los 24 años, aunque Nietzsche se distanciaría pronto del método filológico tradicional.

## Obras principales
- Opuscula philologica (1867): recopilación de ensayos filológicos, centrados principalmente en el latín arcaico.
- Parerga y diversos artículos sobre crítica textual, métrica y lexicografía latina.
- Ediciones críticas (parciales) de las comedias de Plauto.

## Legado
Ritschl es ampliamente reconocido por haber transformado la filología clásica en una disciplina académica con estándares científicos. Su enfoque detallado y sistemático fue adoptado y perfeccionado por generaciones posteriores. Además, contribuyó decisivamente a la consolidación del prestigio académico de la filología en Alemania durante el siglo XIX, dentro del ideal neohumanista de la educación.
Su legado perdura en los métodos de crítica textual aún vigentes y en la influencia indirecta que tuvo sobre otras disciplinas humanísticas.